# Fimmvörðuháls
Le Fimmvörðuháls, terme islandais signifiant en français « col des cinq cairns », est un col d'Islande.

## Géographie
Le Fimmvörðuháls est un col libre de glace à environ 1 010 mètres d'altitude, situé dans le Sud de l'Islande, entre les calottes glaciaires d'Eyjafjallajökull à l'ouest et de Mýrdalsjökull à l'est. Il sépare la vallée du Hvanná et du Hrunar au nord de celle de la Skógá au sud.

## Histoire
C'est au Fimmvörðuháls que s'est déroulée du 20 mars au 12 avril la première phase éruptive de l'éruption de l'Eyjafjöll en 2010. Deux cônes volcaniques y sont nés, Magni et Móði, et ont émis deux coulées de lave, appelées Goðahraun et qui se sont dirigées vers le nord. La Laugavegur, le sentier de randonnée passant par le col, est partiellement enseveli sous la lave puis retracé et passe depuis à proximité immédiate de ces deux cratères.

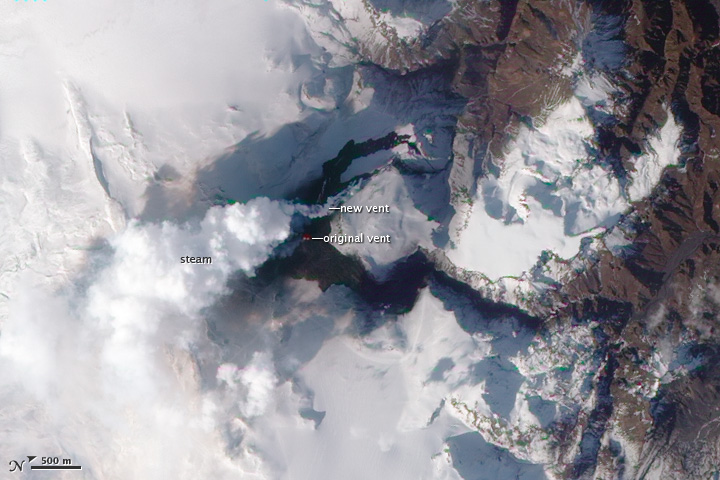
Vue satellite rapprochée du Fimmvörðuháls le 1er avril 2010 au cours de la première phase éruptive de l'éruption de l'Eyjafjöll.

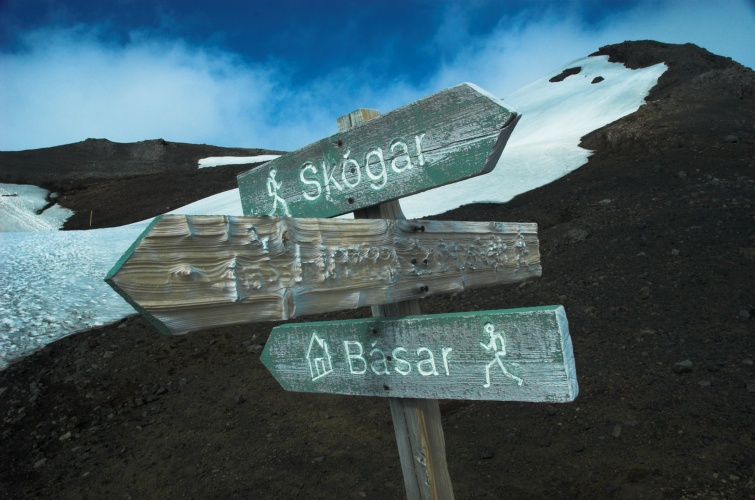
Panneaux de randonnée pour la Laugavegur franchissant le col.